# Конвей (Арканзас)
Конвей (англ. Conway) — місто (англ. city) в США, в окрузі Фолкнер штату Арканзас. Населення — 64 134 особи (2020). За чисельністю населення посідає дев'яте місце серед усіх населених пунктів штату Арканзас і є другим найбільш швидкозростаючим містом штату. В Конвеї розташовані три вищі навчальні заклади, тому місто часто неофіційно називають «Містом коледжів»

## Географія
Конвей розташований на висоті 95 метрів над рівнем моря за координатами 35°4′28″ пн. ш. 92°28′1″ зх. д. / 35.07444° пн. ш. 92.46694° зх. д. (35.074323, -92.467072). За даними Бюро перепису населення США в 2010 році місто мало площу 118,07 км², з яких 117,43 км² — суходіл та 0,64 км² — водойми.

## Історія

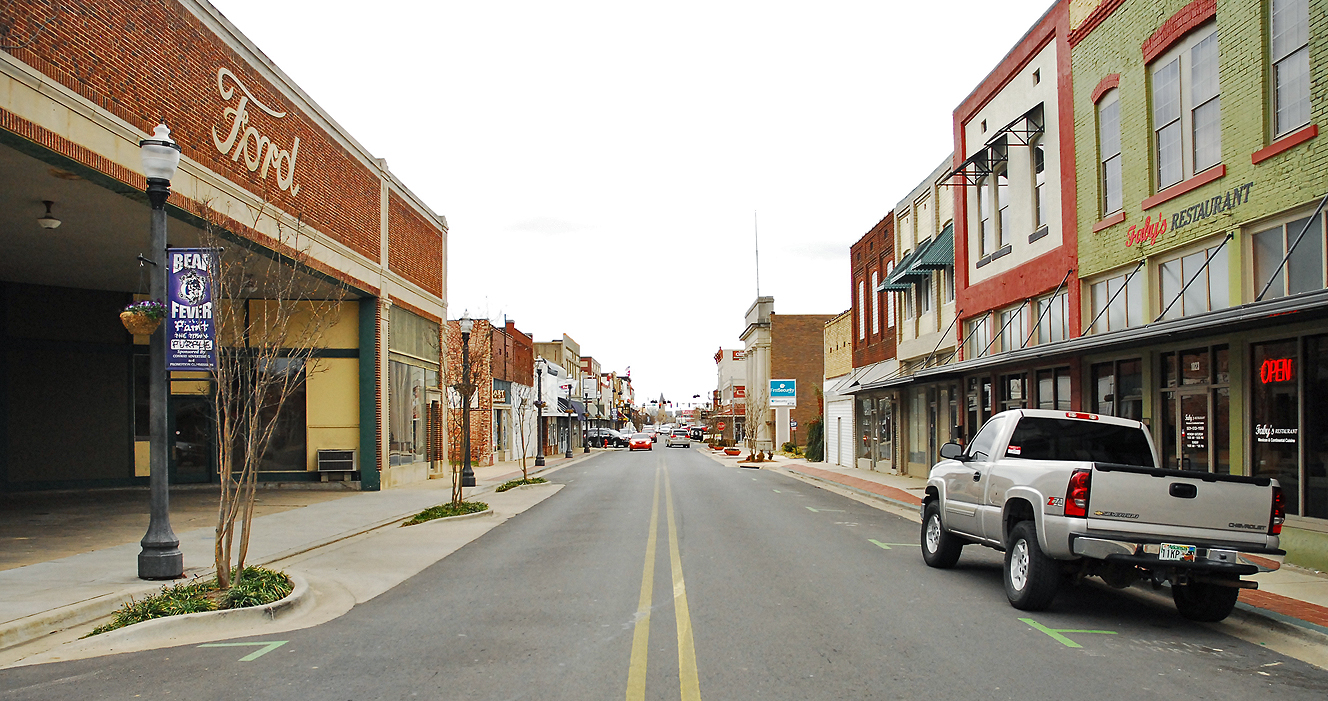
Частина історичного центру міста

Селище Ковей було засноване невдовзі після закінчення Громадянської війни колишнім головним інженером залізничної компанії «Little Rock-Fort Smith Railroad» (зараз — Union Pacific Railroad) Асой П. Робінсоном, який як частину компенсації при звільненні з компанії отримав одну квадратну милю землі поблизу старого поселення Кадрон. При будівництві залізниці через місце майбутнього міста Робінсон ініціював зведення на своїй землі будівлі залізничного депо і станції, названої ним «Конвей-Стейшн» на честь відомої арканзаської родини Конвей. Протягом декількох років в Конвей-Стейшн були побудовані два невеликих магазини, товарний склад, готель та відділення поштового зв'язку.
В Конвеї народився колишній глава Верховного суду штату Арканзас Джеймс Д. Джонсон, який двічі невдало балотувався на виборах в губернатори штату, 1956 року програвши демократу Орваль Юджину Фобасу (англ. Orval Eugene Faubus) і 1966 року — республіканцеві Вінтропу Рокфеллеру. Після смерті Рокфеллера консерватор Джонсон перейшов в республіканську партію. 1968 року Джонсон програв Джеймсу Вільяму Фулбрайту вибори в Сенат США, а його дружина Вірджинія Джонсон в тому ж році провалила губернаторську гонку в Арканзасі.

## Демографія
Згідно з переписом 2010 року, у місті мешкало 58 908 осіб у 22 399 домогосподарствах у складі 13 494 родин. Густота населення становила 499 осіб/км². Було 24402 помешкання (207/км²).
Расовий склад населення:
| - 77,4 % — білих - 15,6 % — чорних або афроамериканців - 1,9 % — азіатів - 0,4 % — корінних американців - 0,1 % — вихідців з тихоокеанських островів - 2,4 % — осіб інших рас |

До двох чи більше рас належало 2,2 %. Іспаномовні складали 5,1 % від усіх жителів.
За віковим діапазоном населення розподілялося таким чином: 22,7 % — особи молодші 18 років, 68,6 % — особи у віці 18—64 років, 8,7 % — особи у віці 65 років та старші. Медіана віку мешканця становила 27,3 року. На 100 осіб жіночої статі у місті припадало 93,6 чоловіків; на 100 жінок у віці від 18 років та старших — 90,9 чоловіків також старших 18 років.
Середній дохід на одне домашнє господарство становив 62 629 доларів США (медіана — 47 504), а середній дохід на одну сім'ю — 78 457 доларів (медіана — 65 510). Медіана доходів становила 42 391 долар для чоловіків та 32 695 доларів для жінок. За межею бідності перебувало 18,4 % осіб, у тому числі 18,4 % дітей у віці до 18 років та 7,2 % осіб у віці 65 років та старших.
Цивільне працевлаштоване населення становило 31 436 осіб. Основні галузі зайнятості: освіта, охорона здоров'я та соціальна допомога — 27,9 %, роздрібна торгівля — 15,0 %, мистецтво, розваги та відпочинок — 9,9 %, науковці, спеціалісти, менеджери — 9,4 %.

## Відомі уродженці та мешканці
- Кріс Аллен — співак-пісняр, переможець музичного телешоу American Idol сезону 2009 року
- Пейтон Хілліс — професійний гравець в американський футбол
- Девід Ейерс — актор
- Джерард Джил — актор
- Брюс Молдер — професійний гравець в гольф
- Джеймс Д. Джонсон (1924—2010) — колишній глава Верховного суду Арканзасу, кандидат в губернатори штату на виборах 1956 і 1966 років, кандидат в сенатори США від Арканзасу 1968
- Скотті Піппен — баскетболіст, шестиразовий чемпіон НБА